# 添万利
添万利（西班牙語：Tia Maria）是源自牙买加的咖啡力娇酒，使用牙买加咖啡豆酿制。添万利的配方包括牙买加咖啡豆、香草、糖以及甘蔗发酵的酒精。酿造时原液的酒精浓度为31.5%，最后装瓶出售的酒精浓度为26.5%。

## 历史
添万利的历史已经难以考证了，传说它起源于18世纪。据说，一个年轻的西班牙女孩在冲突年代被迫逃离家庭种植园。唯一伺候她的仆人随身带了一些珠宝和家庭力娇酒的配方。为了纪念这位女仆的救命之恩，女孩将这种酒用她的名字命名为“Tia Maria”。在另外一个历史传说中，一个叫做埃文斯博士的男人在二战后发现了这款饮料，并试着仿制。然而，1929年Tia Maria公司已经存在了，因此这个传说应该是假的。然而这个故事还是作为官方网站宣传的一部分。根据某些资料，添万利是在20世纪30年代被发明的，牙买加Lascelles公司一直生产这种力娇酒，知道最近被卖给了保乐利加集团。
2005年，行业巨头保乐利加通过旗下的马利宝-甘露国际附属公司（Malibu-Kahlúa  International，他们还持有马利宝朗姆酒和甘露咖啡力娇酒等知名品牌）收购了添万利品牌。正是和旗下的甘露咖啡力娇酒品牌冲突，2009年7月保乐利加将添万利出售给了意大利Illva Saronno公司（该公司也是中国张裕的持股方）。本次收购后，芝华士兄弟有限公司负责为Illva Saronno生产，而百加得集团负责在美国的销售。自2012年8月1日，Kobrand公司也成为了添万利的分销商。

## 饮用
添万利可以直接饮，或加冰块饮用，但更常见的方式是兑入咖啡或牛奶饮用，或调制各种鸡尾酒，如著名的咖啡馬天尼。添万利同样可以用来烹饪各种咖啡味道的甜食，如多层混合了添万利、奶油和果仁的被称作Tia Maria torte的千层蛋糕。